# Гарсес, Маурисио
Маурисио Ферес Ясбек, более известный как Маурисио Гарсес (исп. Mauricio Feres Yazbek, mas conocido como  Mauricio Garcés) (16 декабря 1926, Тампико, Тамаулипас, Мексика — 27 февраля 1989, Мехико Мексика) — мексиканский актёр-комик театра и кино и телеведущий.

## Биография
Родился 16 декабря 1926 года в Тампико в семье Хосе Ферес Н. и Махибы Ясбек де Ферес — оба родителя ливанского происхождения. У него него были братья и сестры, количество неизвестно, но среди них был фотограф Эдмундо Ферес Ясбек. Когда будущему актёру было шесть лет, его семья переехала в Мехико После окончания средней школы он начал изучать химические науки в университете, но ему пришлось бросить учебу, чтобы помочь семье покрыть расходы на домашнее хозяйство. Он работал на разных работах, пока его дядя, фотограф Туфик Ясбек, не помог ему войти в мир искусства.
Его актерскую карьеру поддерживал другой дядя, продюсер Хосе Ясбек, который включил его в актерский состав комедии «Смерть в любви» (1950) с Мирославой Штерн и Фернандо Фернандесом в главных ролях. Начиная с этого фильма он взял сценический псевдоним Гарсес, потому что считал, что буква G может принести ему удачу и сделать звездой уровня его кумиров Кларка Гейбла, Гэри Купера и Кэри Гранта. Всего снялся в 70 работах в кино, среди которых было три телесериала.
Первоначально его карьера была сосредоточена на жанрах драмы и саспенса, он играл серьезные версии главных героев в таких фильмах, как «Пустая звезда», или телесериалах, таких как «Гутьерритос», и у него был собственный телесериал «Сита Пондс». Точно так же он играл в театре в таких произведениях, как «Частная жизнь», «Нет меня, Манден Флорес» и «Видита Негра» (которые он позже снимет в кино), «Луна Азул» и других.
Комическая версия осеннего, элегантного и мирского сердцееда, сделавшая его знаменитым, развивалась на всех этапах его карьеры, поскольку он несколько раз играл подобные роли в фильмах, темы которых становились все более легкими и комичными. Этот персонаж наконец полностью раскрыт в «Дон Жуане 67». В начале семидесятых он отважился выйти на телевидение в программе «Гора де Маурисио Гарсес» (1970). В следующем году на 8 канале он снялся в программе Los Solteros вместе с Хосе Гальвесом. В 1978 году он снялся в фильме Не потому что индус виноват вместе с Чучо Салинасом и Иоландой Лиеваной, а также снялся в театре в пьесе Hola Charly вместе с Клаудией Ислас. В 1980 году он вернулся к образу Дон Жуана в фильме «Эль Сатиро» вместе с актёрами Альберто Рохасом и Патрисией Риверой. В том же году он также начал работать с Мануэлем Вальдесом в программе El Show del Loco Valdés, а в следующем году они сменили Веронику Кастро в качестве ведущего программы Noche a Noche.

### Последние годы жизни
Проблемы со здоровьем и деньгами у него возникли после смерти родной матери в 1975 году. Потеряв голос и из-за проблем с левым глазом, из-за которых он перенес операцию на глазу, он начал терять темп работы, к которому привык, поэтому в последние годы своей жизни он лишь время от времени появлялся в телешоу, как это было в передаче «Салон красоты». Его положение ухудшилось, когда он оказался в финансовом разорении после того, как растратил большую часть своих денег на азартные игры, которыми увлекался.
Скончался 27 февраля 1989 года в Мехико в своей квартире. Он был найден мёртвым в спальне своей квартиры. Газеты того времени сообщили, что было проведено вскрытие, в ходе которого выяснилось, что причина смерти — остановка сердца в результате эмфиземы легких, которая была диагностирована некоторое время назад и стала результатом его жизни в качестве курильщика. Похоронен в могиле его родителей на кладбище Пантеон.
Могила Мануэля Гарсеса на кладбище Пантеон.
Могильная плита актёра и его родителей на кладбище Пантеон.

## Личная жизнь
Он жил со своей матерью до её смерти в 1975 году, проведя всю свою жизнь одиноким, не женившись и не имея подруги. Кроме того, говорили, что он был очень замкнутым и застенчивым человеком, любившим много наряжаться. Его образ жизни ставил под сомнение его сексуальные предпочтения в то время, когда в Мексике считали, что это причины для того, что актёр  был гомосексуалистом. Однако в то же время возникли также слухи, что он был влюблен в актрису Сильвию Пиналь и, по рассказанным им словам, он отметил, что никогда не хотел жениться, потому что ни одна женщина или брак, который он знал, не вдохновили его на это. Однако, что касается его предполагаемой гомосексуальности, говорят, что у него был роман с президентом Мексики и с испано-мексиканский актером Энрике Рамбалем. Последний скончался от острого инфаркта миокарда в 1971 году, и говорят, что его жена Люси Гальярдо нашла его мертвым в кровати, где спал актёр. Брат Мануэля Гарсаса, Эдмундо Ферес Ясбек, опроверг вышеупомянутые утверждения.

## Фильмография

### Телесериалы
- 1958 — Гутьерритос — Хорхе Контрерас.
- 1966 — Гутьерритос — Хорхе Контрерас.
- 1970 — Время Маурисио Гарсеса

### Фильмы
- 1951 —
  - Влюблённая смерть — Доктор.
  - За любовь к женщине — Антонио Рамирес.
  - Когда ты хочешь меня — Эстебан.
  - Радиопатруль
  - Сеньор Губернатор — Херардо.
- 1957 — Юмористы лиги — Хуанито.
- 1958 —
  - Одолжи мне своё тело — Директор оркестра.
  - Пока тело выдерживает — Карлос.